# Jan Vokoun
Jan Vokoun (ur. 2 sierpnia 1887 w Pradze) – kolarz reprezentujący Czechy. Uczestniczył w igrzyskach olimpijskich w Sztokholmie w 1912 roku.

## Występy na letnich igrzyskach olimpijskich

### Indywidualnie
| Igrzyska | Konkurencja         | Klasyfikacja | Klasyfikacja |
| Igrzyska | Konkurencja         | Czas         | Miejsce      |
| -------- | ------------------- | ------------ | ------------ |
| LIO 1912 | Wyścig indywidualny | DNF          | DNF          |

### Drużynowo
| Igrzyska | Konkurencja      | Członkowie drużyny                                              | Klasyfikacja | Klasyfikacja |
| Igrzyska | Konkurencja      | Członkowie drużyny                                              | Czas         | Miejsce      |
| -------- | ---------------- | --------------------------------------------------------------- | ------------ | ------------ |
| LIO 1912 | Wyścig drużynowy | Bohumil Rameš Václav Tintěra Bohumil Kubrycht František Kundert | DNF          | DNF          |